# Samuel Blesendorff

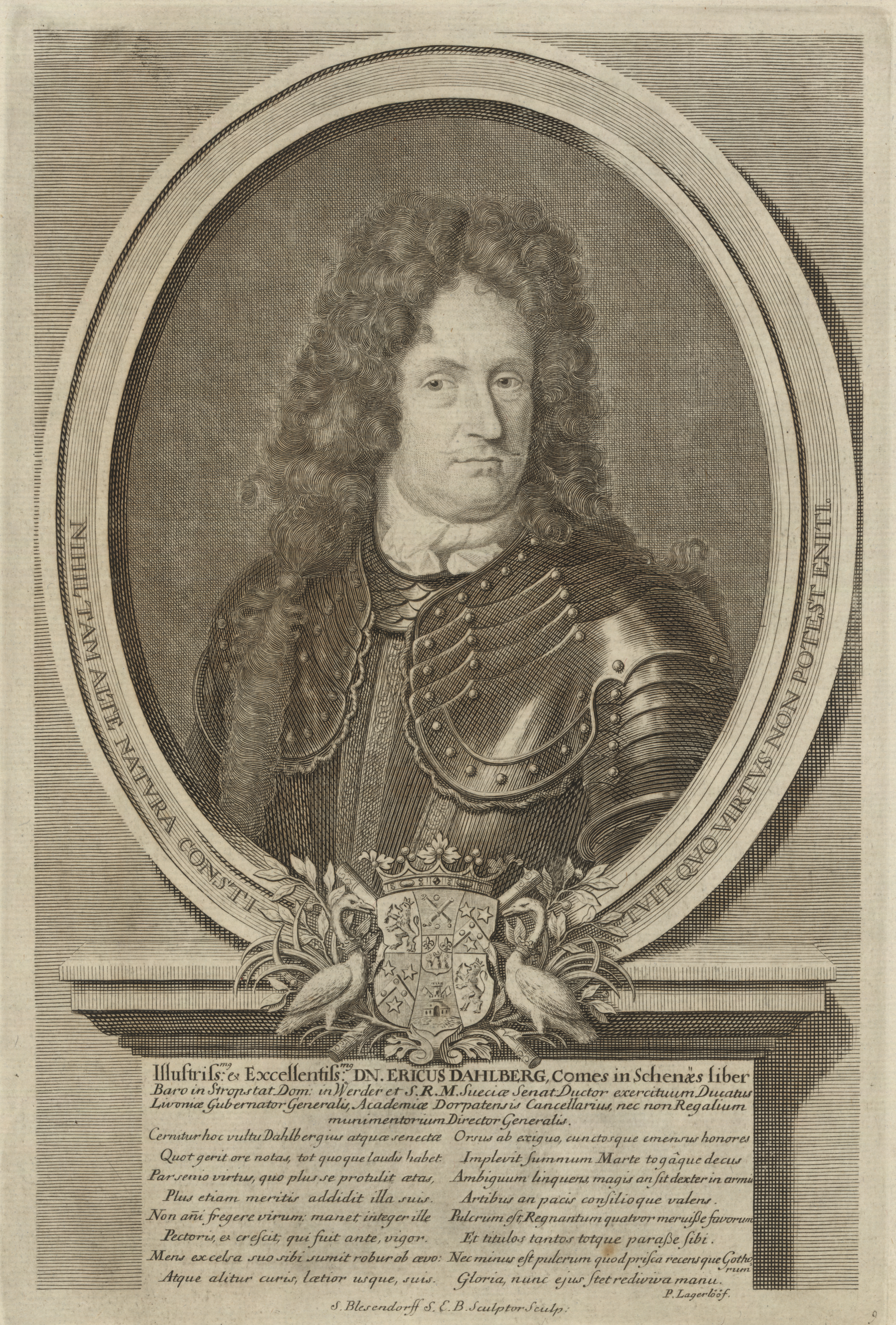
Erik Dahlberg, ett av Blesendorffs kopparstick för Suecia antiqua et hodiera.

Samuel Blesendorff, född 1633, död 1706, var en svensk kopparstickare.
Blesendorff utförde bland annat stick till flera av Samuel von Pufendorfs verk och ett flertal av sticken till Suecia antiqua et hodierna.